# Lacrimosa
Lacrimosa (с лат. «слёзная») — готик-метал-группа из Швейцарии, лидеры которой — основатель, композитор и вокалист Тило Вольфф и клавишница и вокалистка Анне Нурми. Музыка Lacrimosa довольно разнообразна и выходит за рамки одного жанра: группа начиналась как сольный проект в жанре дарквейв, но с альбома Inferno перешла к более тяжёлому, металлическому звучанию, иногда с симфоническими элементами.

## Название
Тило Вольфф объясняет происхождение названия своей группы отсылкой к Моцарту, который написал реквием, заказанный ему анонимно. Он чувствовал себя в плане здоровья уже очень плохо, и история рассказывает, что этот реквием он написал уже как для самого себя и хотел этим завершить свой творческий путь. В тот вечер, когда Лакримоза была завершена, он провёл репетицию со своими музыкантами и той же ночью умер. В буквальном значении «лакримоса» — это часть реквиема, которая начинается строфой «Lacrimosa dies illa» — «полон слез тот день».

## Стиль музыки

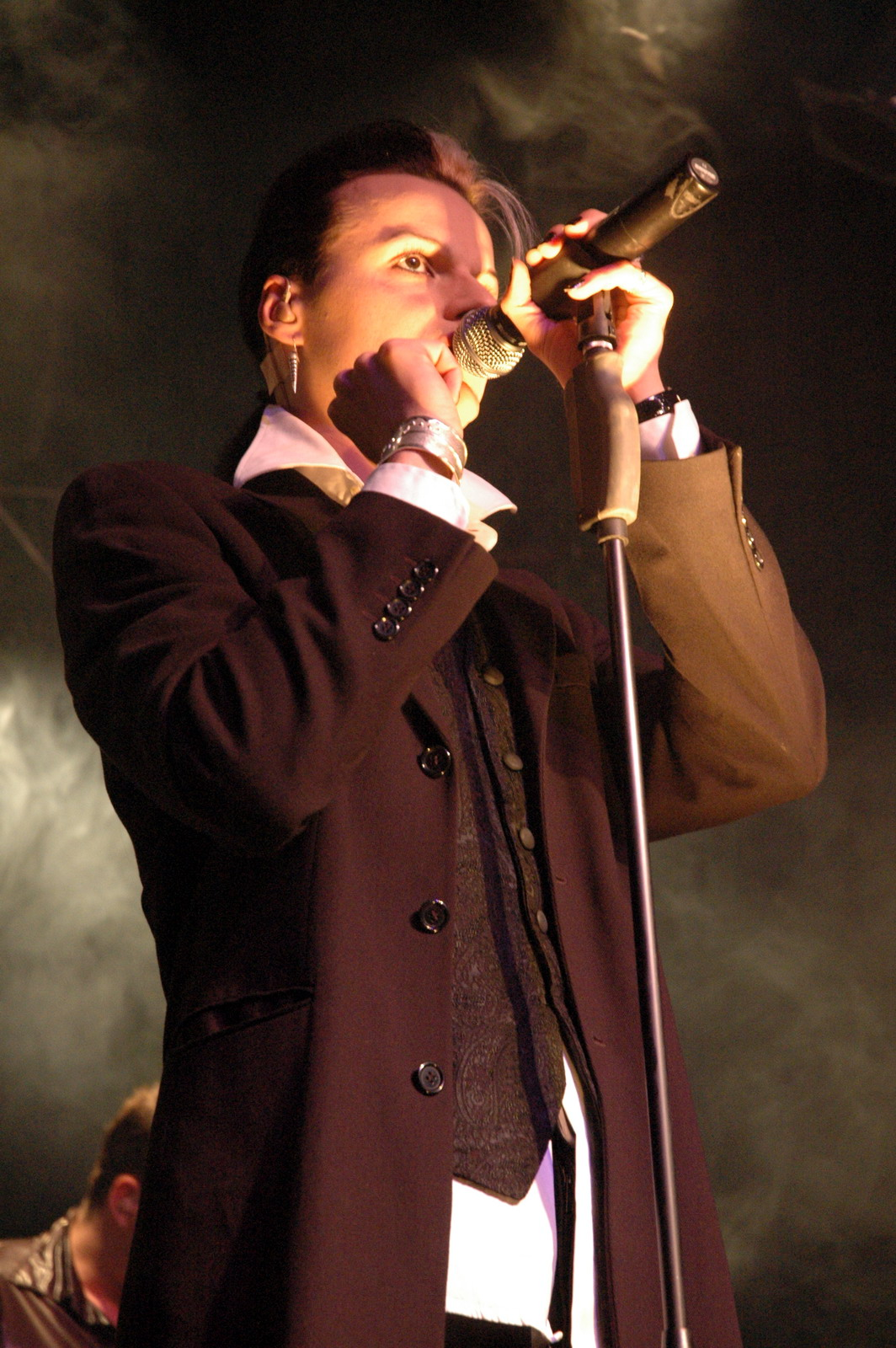
Тило Вольфф в 2005 году

Lacrimosa начинала в 1990 году со стиля дарквейв. В этом направлении выдержаны первые три студийных альбома группы: Angst, Einsamkeit и Satura. С четвёртого альбома, Inferno, происходит смена стиля в сторону готик-метала. Начиная с альбома Stille Lacrimosa привлекает для записи оркестры, в связи с чем все последующие альбомы группы представляют собой смешение готик-метала и симфонического метала. Сборники и концертные альбомы, таким образом, содержат композиции совершенно разных стилей, от дарквейва до готик-метала и симфоник-метала.
Сам Тило Вольфф не согласен с определением его музыки как готик-рок/готик-метал, считая его слишком узким:
Эти стили могут подходить под некоторые песни, но однозначно это не подходит для LACRIMOSA в целом! … Я — не слуга имиджа! Я хочу делать музыку, а не застревать в одном стиле!Тило Вольфф

## Оформление

Обе стороны обложки альбома Sehnsucht, 2009 год

Все обложки группы выдержаны в чёрно-белых тонах и перекликаются с логотипом. Основной персонаж логотипа и большинства обложек — Арлекин. Он является своеобразным символом, неким комическим отражением музыки группы и соединяет в себе все те чувства, которые есть в творчестве коллектива. Оформление большинства альбомов выполнил художник Штелио Диамантопоулос, кроме арлекина на них часто присутствует женский образ — Элодия, полубогиня любви, обречённой на неудачу. Вышедший в 1999 году альбом Elodia полностью посвящён теме любви и расставания возлюбленных. Художественные работы занимают не только лицевые, но и обратные стороны обложек.

## Тексты

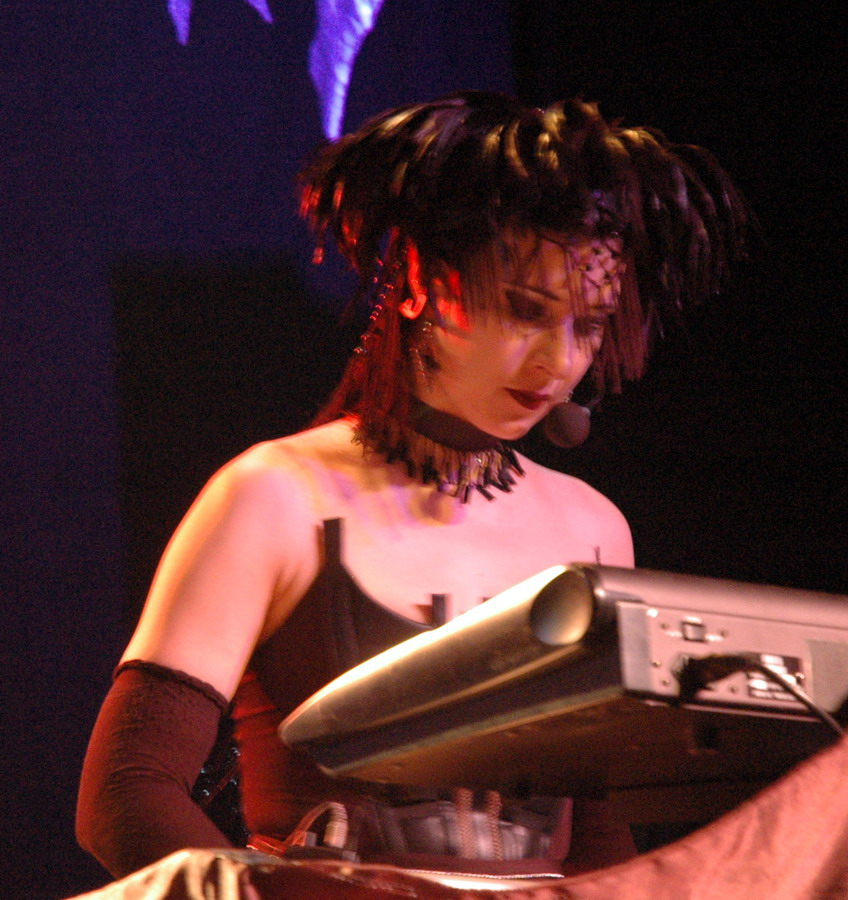
Анне Нурми в 2005 году

Группа поёт преимущественно на немецком языке. Большинство текстов пишет Тило Вольфф:
Я совершенно точно знаю то, что хочу выразить своими песнями. Поэтому Lacrimosa не является группой в обычном смысле. У меня нет желания приходить с музыкантами в репетиционный зал для проведения экспериментов. Я не ставлю перед собой цель стать лучшей группой мира во что бы то ни стало. Речь идет о том, чтобы иметь возможность как можно достовернее выразить свои ощущения и в этом мне никто помочь не может. Конечно, бывают случаи в студии, когда музыканты делают что-то оригинальное, и если мне это нравится, я это принимаю. Но это касается, скорее, аранжировки, чем композиции. Все тексты, конечно, основаны на событиях, которые случались или со мной, или в очень близком мне кругу, в который я был втянут. Я не могу писать тексты о произошедшем с кем-то другим, если даже это очень близкий мне человек, если только это не имело ко мне какого-нибудь отношения. Я использую в своих текстах много образов, иносказаний, которые, конечно, нельзя понимать превратно. Нельзя зацикливаться, воспринимая буквально.
Наряду с немецкими текстами на их пластинках есть тексты и на английском языке:
Это чаще всего мои тексты, потому что мне так удобней выражать свои чувства и мысли.Анне Нурми
У Lacrimosa есть также тексты на финском (например, песня «Vankina» с сингла «Der Morgen Danach», первый куплет «The Turning point» и вступление песни «Schakal») и латинском (фрагменты в песнях «Mutatio Spiritus» и «Sanctus»). В русской версии песни «I Lost My Star» припев исполнен на русском, мексиканское издание альбома Echos содержит версию трека «Durch Nacht und Flut» с фрагментом на испанском языке.
Есть определённые тексты, которые невозможно выразить на немецком языке, потому что это очень щепетильный язык. Это очень хороший язык для двусмысленностей, глубокой наглядности, и на нём очень хорошо описывать какие-то вещи. Тем более, что это мой родной язык, и поэтому на нем можно лучше выразить свои мысли. Это на других языках отчасти не получается, а отчасти выражается другим образом. Но есть определённые вещи, которые невозможно выразить на немецком языке, и такой текст, как в песне «Copycat», абсолютно был бы невозможен на немецком языке, этого не получилось бы. Поэтому прекрасно, что в таком случае можно обратиться к другому языку. Кстати, я абсолютно не понимаю многих музыкантов, которые используют английский язык, и утверждают, что придают большое значение текстам, хотя и наполовину не владеют им. Такое впечатление, что они пишут на английском только потому, что это просто круче звучит.Тило Вольфф

## История

### Clamor — Satura (1990—1993)
История музыкального коллектива Lacrimosa начиналась как сольный проект Тило Вольффа в стиле дарквейв. Демо-альбом Clamor (1990) был первым, выпущенным под названием Lacrimosa. Затем был записан и выпущен дебютный альбом Angst, выдержанный в стиле дарквейв.
В 1991 году Тило Вольфф создаёт звукозаписывающую компанию Hall of Sermon, как независимый лейбл, чтобы выпускать записи группы. Затем, в 1992 году, вышел второй альбом Einsamkeit. Женский вокал на первом альбоме принадлежит Юдит Грюнинг. Альбом «Satura» является первым релизом Lacrimosa, на котором присутствуют элементы готик-рока, в целом же он выдержан в жанре дарквейв. На заглавную композицию был снят первый клип группы.
В 1993 году Анне Нурми присоединяется к группе в качестве клавишницы, а вскоре становится полноправной участницей, покидая финскую готик-группу Two Witches.

### Inferno (1994—1996)
Четвёртый студийный альбом швейцарской готик-метал-группы. Выпущен в 1995 году на собственном лейбле Тило Вольффа Hall of Sermon. Альбом стал переломным в истории группы, продемонстрировав окончательный переход от дарквейва к готик-року и готик-металу, начатый ещё на предыдущих релизах. Начиная с четвёртого альбома, к Тило Вольффу присоединяется Анне Нурми.

### Stille — Live (1997—1998)
В 1998 году выходит двойной концертный альбом Live. Запись этого материала была произведена во время европейского турне в 1997 году. Разогревающими группами на этих концертах выступали группы Darkseed, The Gallery и Secret Discovery.

### Elodia (1999)
Альбом принято считать первой gothic metal оперой и классикой стиля sympho gothic metal. В записи альбома принимал участие Лондонский симфонический оркестр, что стало беспрецедентным случаем для готической музыки. Лирика альбома повествует о расставании двух влюбленных, которых озвучивают Тило Вольф и Анне Нурми.

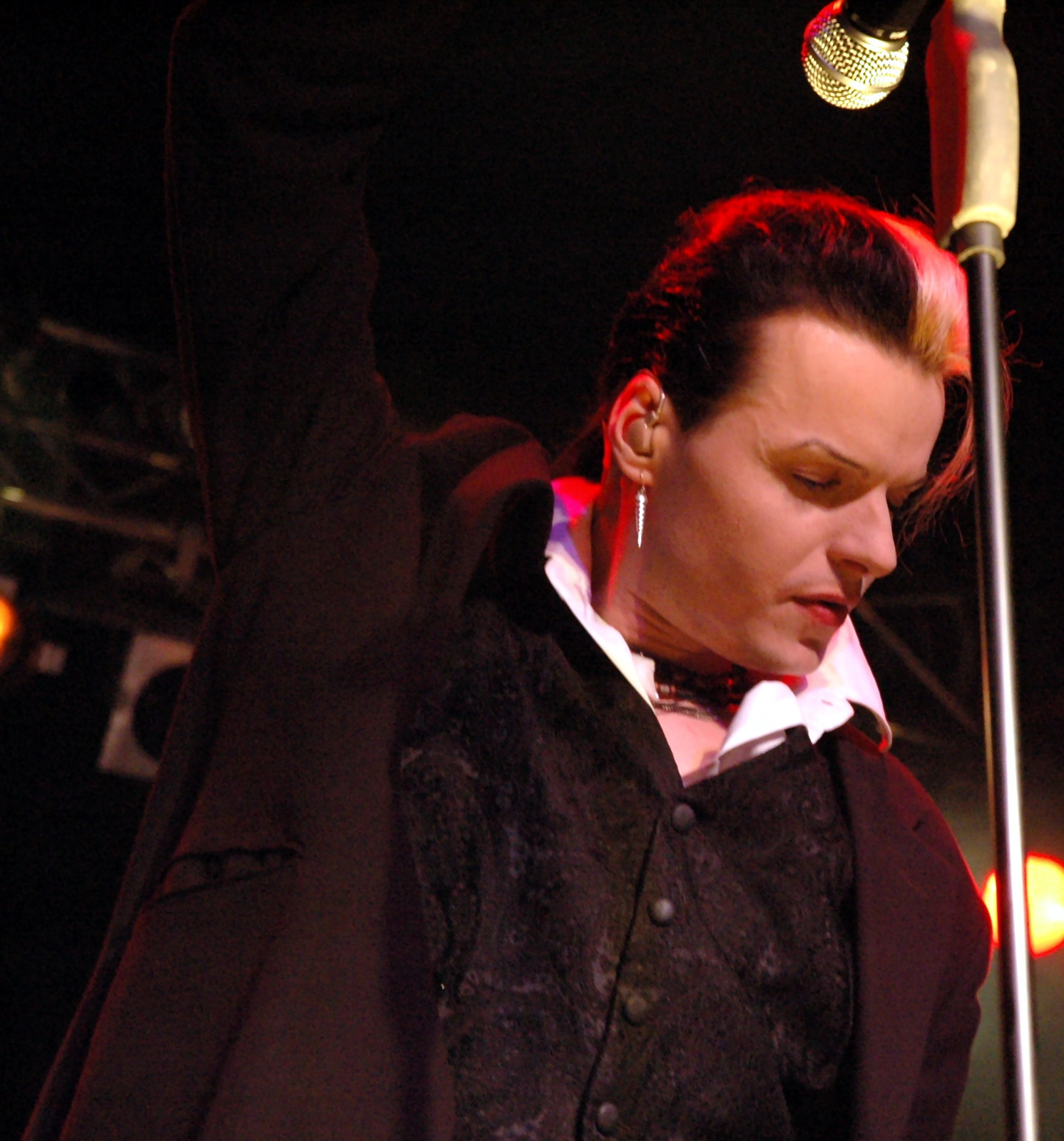
Тило Вольфф на выступлении в поддержку альбома «Lichtgestalt»

### Fassade (2000—2001)
Релиз состоялся одновременно на собственном лейбле Тило Вольффа Hall of Sermon и крупном немецком лейбле Nuclear Blast в 2001 году. Все композиции написаны Тило Вольффом, кроме трека «Senses», автором которого является Анне Нурми.

### Echos (2002—2003)
Релиз состоялся 27 января 2003 года. Все композиции написаны Тило Вольффом, за исключением «Apart», автором которого является Анне Нурми.

### Lichtgestalt (2005—2006)
Является девятым альбомом швейцарской готик-метал-группы Lacrimosa. Выход альбома состоялся второго мая 2005 года на лейбле Hall of Sermon.

### Sehnsucht (2008—2009)
В феврале 2009 на официальном сайте было объявлено название нового альбома, а также дата выхода — 8 мая. Позже, также в феврале, была показана обложка альбома. В марте 2009 на официальном сайте был опубликован список песен альбома, состоящий из 10 композиций. Во второй половине марта на официальном сайте был опубликован первый 3-минутный отрывок из первого трека нового альбомa.

### Schattenspiel (2010)
2 марта 2010 года на официальном сайте группы появилась информация о выходе нового альбома, приуроченного к двадцатилетнему юбилею коллектива. Издание вышло на двух CD и содержит 18 композиций, в числе которых неизданные ранее работы, первые демозаписи 1990 года, а также песни, написанные специально для релиза. Выход альбома состоялся 7 мая 2010 года. Юбилейный альбом получил название Schattenspiel (с нем. — «Игра теней»). Информация об этом, а также обложка альбома были представлены двадцатого марта на официальном сайте группы.
Изначально трек-лист альбома должен был состоять из 17 композиций, однако 8 апреля стало известно о добавлении в альбом неиздававшейся версии трека «Copycat».

### Revolution (2012)

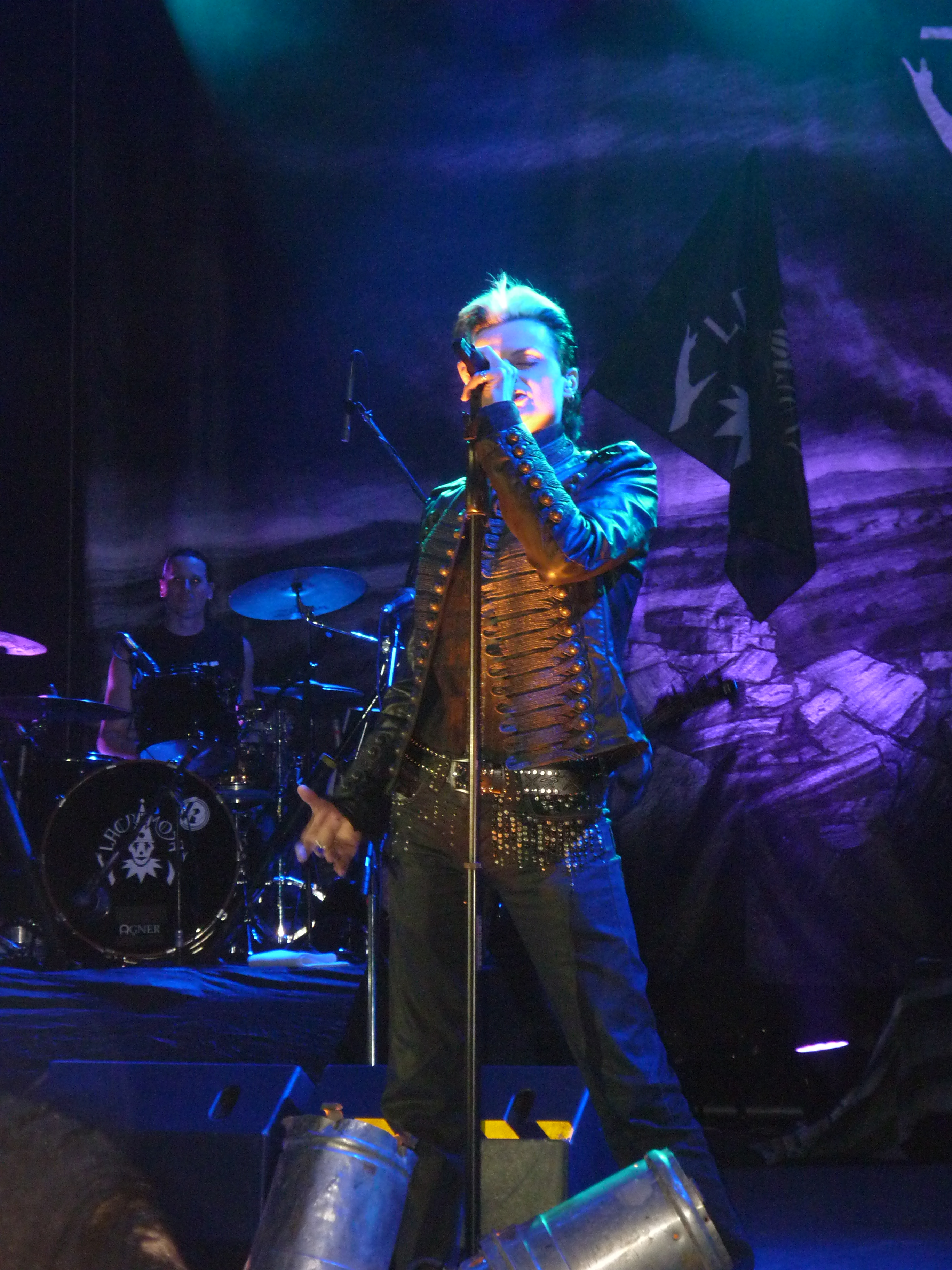
Тило Вольфф в 2013 году

31 мая 2012 года через официальный сайт Lacrimosa Тило Вольфф сообщил о том, что названием очередного студийного альбома группы станет «Revolution» (с нем. — «Революция»). Диск был выпущен 7 сентября 2012 года.

### Hoffnung(2015)
Работа над альбомом началась в январе 2015 года. К записи был привлечён оркестр из 60 музыкантов. Релиз диска состоялся 6 ноября 2015 года и приурочен к двадцатипятилетнему юбилею группы. Альбом содержит самую продолжительную композицию в истории группы, которая превосходит по длительности песню «Die Strasse der Zeit» из альбома Stille.
18 и 19 сентября 2015 года в Оберхаузене и Дрездене состоялись юбилейные концерты Lacrimosa, на которых были представлены песни «Keiner Schatten mehr» и «Kaleidoskop». Тур в поддержку альбома, получивший название Unterwelt-тур, группа начала с выступления в Минске 13 ноября и продолжила концертами в России, Китае, на Тайване, в Японии, Мексике, Бразилии, Германии, Бельгии и ряде других стран.

### Testimonium(2017)
Тринадцатый студийный альбом группа анонсировала 10 февраля 2017 года на своём официальном сайте и на страницах в социальных сетях. На момент анонса альбом был записан наполовину, а его выход был запланирован на лето того же года.
Диск получил название Testimonium и является четырёхчастным реквиемом по Дэвиду Боуи, Принсу и Леонарду Коэну — умершим в 2016 году музыкантам, которые значительно повлияли на творчество Тило Вольффа. Релиз состоялся 25 августа 2017 года.

### Zeitreise(2019—2020)
22 марта 2019 года, в ходе мирового гастрольного тура Time Travel World Tour, приуроченного к 30-летнему юбилею группы, Lacrimosa выпустила двойной сборник Zeitreise (с нем. — «Путешествие во времени»). Он содержит песни за все годы существования проекта, трек «Lass die Nacht nicht über mich fallen — Reprise», оригинальная версия которого вошла в альбом Testimonium, а также две новых композиции: «Drei Sekunden» и «In Schatten der Sonne». Последняя даёт первое представление о будущем четырнадцатом студийном альбоме Lacrimosa. Включение в сборник песен как из прошлых альбомов группы, так и из предстоящего, отражает идею путешествия во времени.

## Состав
- Тило Вольф (с 1990) — вокал, клавишные, основной автор песен
- Анне Нурми (с 1993) — клавишные, вокал
- Джей-Пи (Ян-Петер Генкель, с 1996) — гитара
- Йенц Леонхарт (наст. фамилия Арнстед, с 2001) — бас-гитара
- Хенрик Флайман (с 2009) — бас-гитара
- Юлиен Шмидт (c 2013) — ударные

Бывшие участники:
- Саша Гербиг — гитара
- Готтфрид Кох — гитара
- Милле Петроцца — гитара
- Рюдигер Дреффайн — ударные
- Штефан Шварцманн — ударные

## Дискография

### Демозаписи
- 1990 — Clamor (с лат. — «Шум, крик»)

### Альбомы
- 1991 — Angst (с нем. — «Страх»)
- 1992 — Einsamkeit (с нем. — «Одиночество»)
- 1993 — Satura (с лат. — «Смесь, всякая всячина»)
- 1995 — Inferno (с нем. — «Преисподняя, ад»)
- 1997 — Stille (с нем. — «Тишина»)
- 1999 — Elodia (с нем. — «Элодия»)
- 2001 — Fassade (с нем. — «Фасад»)
- 2003 — Echos (с нем. — «Отголоски»)
- 2005 — Lichtgestalt (с нем. — «Светлый образ»)
- 2009 — Sehnsucht (с нем. — «Тоска»)
- 2012 — Revolution (с нем. — «Революция»)
- 2015 — Hoffnung (с нем. — «Надежда»)
- 2017 — Testimonium (с лат. — «Свидетельство»)
- 2021 — Leidenschaft (с нем. — «Страсть»)
- 2022 — Leidenschaft, pt.2
- 2025[17] — Lament (с нем. — «Плач»)

### Концертные альбомы
- 1998 — Live (2 CD)
- 2007 — Lichtjahre (2 CD) (Live)
- 2014 — Live in Mexico City (2 CD)
- 2023 — Nachts (2 CD)

### Сборники и бокс-сеты
- 2002 — Vintage Classix LPs
- 2010 — Schattenspiel (с нем. — «Театр теней»)
- 2019 — Zeitreise (2 CD)
- 2020 — 1990 – 2020 (3 CD)[18]
- 2024 — Schakal 1994 – 2024

### Синглы и EP
- 1993 — «Alles Lüge» CDS (с нем. — «Всё — ложь»)
- 1994 — «Schakal» CDS (с нем. — «Шакал»)
- 1996 — «Stolzes Herz» CDS (с нем. — «Гордое сердце»)
- 1999 — «Alleine zu zweit» CDS (с нем. — «Одиноки вдвоём»)
- 2001 — «Der Morgen Danach» CDS (с нем. — «Утро после…»)
- 2002 — «Durch Nacht und Flut» CDS (с нем. — «Сквозь ночь и потоп»)
- 2005 — «The Party Is Over» CDS (с англ. — «Праздник окончен»)
- 2005 — «Lichtgestalten» EP (с нем. — «Светлые образы»)
- 2009 — «I Lost My Star» EP (с англ. — «Я потерял свою звезду»)[19]
- 2009 — «Feuer» CDS (с нем. — «Огонь»)
- 2010 — «Sellador»
- 2013 — «Heute Nacht» EP
- 2024 — «Avalon»[17]

### Участие в других проектах
- Кристиан Дёрге Lycia — 1993
  - «Mystische Rosenmadonna»
  - «Der Satyr»
  - «Weltschmerz»
  - «Kriegsvögel»
- Illuminate Verfall — 1996
  - «Love Never Dies»
- Atrocity Non Plus Ultra — 1999
  - «Siehst du Mich im Licht»
- Kreator Endorama — 1999
  - «Endorama»
- Dreams of Sanity Masquerade — 1999
  - «The Phantom of the Opera»
- Witt Bayreuth 3 — 2006
  - «Abendrot»
- Kartagon In The Clinic — 2013
  - «Messiah»
- Mono Inc. «Children of the Dark» — 2016
- Tk Kim Intrication — 2017
  - «Bleib»
- Mono Inc. «Shining Light» — 2020[20]

## Видеография

### VHS
- 1995 — The Clips 1993-1995 (Клипы 1993—1995)
- 1997 — The Silent Clips (Тихие клипы)

### DVD
- 2000 — The Live History («Живая» (концертная) история)
- 2005 — Musikkurzfilme (Сборник видеоклипов группы)
- 2007 — Lichtjahre (История турне Lichtgestalt 2005—2006 годы)